# Meet the Millers
 (février 2025).
Si vous disposez d'ouvrages ou d'articles de référence ou si vous connaissez des sites web de qualité traitant du thème abordé ici, merci de compléter l'article en donnant les références utiles à sa vérifiabilité et en les liant à la section « Notes et références ».
Meet the Millers est une série télévisée d'animation américaine créée par David Zuckerman, diffusée sur Icebox.com entre le 1er juin 2000 et le 28 juin 2000.

## Production

### Fiche technique
- Titre : Meet the Millers
- Création : David Zuckerman
- Réalisation : Wes Archer
- Scénario : David Zuckerman
- Direction artistique : Jerry Richardson
- Photographie :
- Montage :
- Musique : Steph Stern
- Casting : Dawn Hershey
- Production : Jo-Anne Lee
  - Production déléguée : David Zuckerman
- Société de production : Icebox.com
- Société de distribution : Icebox.com
- Pays d'origine :  États-Unis
- Langue originale : anglais
- Format : couleur - 1,78:1 - son Dolby Digital
- Genre : Animation
- Durée : 4 minutes

 Sauf indication contraire, les informations mentionnées dans cette section peuvent être confirmées par la base de données cinématographiques IMDb,  présente dans la section « Liens externes ».

## Distribution

### Acteurs principaux
- Betty Jean Ward : Betty Miller
- Maurice LaMarche : Jim Miller
- Brian McLaughlin : Benji Miller
- Dan Castellaneta : Morty
- Jeannie Elias : Audrey Miller
- Adam Paul : Nicky Miller

### Acteurs récurrents
- Phil LaMarr : Leroy

### Acteurs invités
- Debi Derryberry
- David Zuckerman : M. Lewis

## Épisodes
1. Husbands Know Best
2. Making the Grade Better
3. Winning Isn't Everything
4. Identical Cousins
5. It's the Music Man